# (7837) Mutsumi
(7837) Mutsumi est un astéroïde de la ceinture principale.

## Description
(7837) Mutsumi est un astéroïde de la ceinture principale. Il fut découvert le 11 octobre 1993 à Yatsuka (en) par Hiroshi Abe (astronome) et Seidai Miyasaka. Il présente une orbite caractérisée par un demi-grand axe de 2,62 UA, une excentricité de 0,30 et une inclinaison de 11,6° par rapport à l'écliptique.

## Compléments